# 熊向暉
熊 向暉（ゆう こうき、1919年 - 2005年9月9日）は、中国共産党のスパイ。中国国民党の胡宗南将軍の元に13年間スリーパーとして潜伏して、機密情報を流し続け、国共内戦を共産党の勝利に導いた。後三傑の1人。
中華人民共和国建国後は、外交官、諜報機関の指導者として働いた。本名は熊匯荃。

## 略歴
1936年9月、革命に参加し、同年12月、清華大学において中国共産党に秘密入党すると同時に、中華民族解放先鋒隊清華分隊の責任者の1人となった。
1937年12月、周恩来の指示により、当時国民党の第8戦区副司令長官であった胡宗南の部隊に潜入し、秘密情報工作に従事した。1939年3月の国民党中央陸軍軍官学校第7分校卒業後から1947年5月に至るまで、胡宗南の侍従副官、機要秘書を務め、胡宗南の親書、機密電文、日常事務を知り、講話の原稿を起草する立場にあった。1943年、熊向暉は、胡宗南が陝北地区に進攻するという情報を得るや、直ちに共産党組織に報告した。共産党は、この計画を外部に暴露して、挫折せしめた。後に、毛沢東は、熊向暉1人で数個師団に相当すると賞賛した。
1947年7月、胡宗南は、熊向暉をアメリカ留学に派遣したが、間もなく、彼の真の身分について暴露された。1949年11月、熊向暉は、周恩来の招きにより中南海勤政殿を訪れた。彼を見た張治中、邵力子、劉斐等の元国民党高官は、熊向暉も起義（帰順・投降）したものと考えたが、周恩来は、笑いながら彼が1936年以来共産党員であることを紹介した。
中華人民共和国建国後、外交業務に携わる。1962年、駐英代弁処常任代弁。1971年と1972年、周恩来総理の助理として、米中外交活動に参加し、中国の国際連合加盟に貢献し、初代国連総会中国代表団代表となった。1972年、駐メキシコ大使。1978年、中共中央統戦部副部長、中国人民外交学会副会長、中共中央対台工作領導小組弁公室副主任。1982年、中国国際信託投資公司党組書記、副董事長。1993年に引退。
2005年9月9日、北京市で死去。

## 日本語文献
- 『周恩来と私』劉俊南訳、日本放送出版協会、1991年